# Lionel Davidson
Lionel Davidson, född 31 mars 1922 i Kingston upon Hull, Yorkshire, död 21 oktober 2009 i London, var en brittisk romanförfattare som skrev ett antal spionromaner.

## Biografi
Davidson föddes 1922 i Kingston upon Hull, Yorkshire, som ett av åtta barn till en immigrerad skräddare. Han avslutade sina studier tidigt och arbetade som springpojke på Londonkontoret för magasinet The Spectator. Senare arbetade han för Keystone Press Agency. Under andra världskriget tjänstgjorde han vid ubåtsdivisionen vid Royal Navy.
Efter kriget återvände han till Keystone Agency och reste runt i Europa som frilansande reporter. Det var under en av dessa resor som han fick idén till sin första thriller. The Night of Wenceslas gavs ut 1960 och gav Davidson hans första Gold Dagger-pris. Den utspelar sig i Tjeckoslovakien under det Kalla kriget, romanen handlar om Nicolas Whistler, en  24-årig Londonbo, vars affärsresa till Prag går fruktansvärt snett. Dess strama prosa och dess handling gjorde The Night of Wenceslas till en omedelbar framgång och gjorde Davidson till en av de främsta författarna inom genren, och det gjordes jämförelser med andra framgångsrika författare som till exempel,  Eric Ambler, Graham Greene och John le Carré. Romanen filmatiserades som Hot Enough for June, med Dirk Bogarde i rollen som Whistler.
Hans andra roman The Rose of Tibet (1962) blev även den väl mottagen. A Long Way to Shiloh (1966) gav Davidson hans andra Gold Dagger, och han fick ännu en Golden dagger för The Chelsea Murders (1978). Thames Television gjorde en TV-serie i sex delar baserad på romanen The Chelsea Murders 1981. 
Efter att The Chelsea Murders givits ut skrev Davidson inte någon thriller på sexton år. Kolymsky Heights gavs ut 1994 och introducerade honom för en ny generation läsare.
Davidson skrev även ett antal ungdomsromaner under pseudonymen David Line, till exempel Run For Your Life. Han bodde i norra London med sin andra fru Frances Kranat. Davidson avled den 21 oktober 2009. Enligt hans son hade han varit sjuk en längre tid. 
 Dödsannons (Engelska)

### Romaner
- The Night of Wenceslas (1960)
  - Nätter i Prag (översättning Marianne Höök, Bergh, 1960)
- The Rose of Tibet (1962)
  - Rosen från Tibet (översättning Saga och Claës Gripenberg, Bonnier, 1964)
- A Long Way to Shiloh (amerikansk titel: The Menorah Men) (1966)
  - Menoras hemlighet (översättning Astrid Borger, Bonnier, 1967)
- Making Good Again (1968)
- Smith's Gazelle (1971)
- The Sun Chemist (1976)
  - Solkemisten (översättning Bo Lundin, Spektra, 1978)
- The Chelsea Murders (amerikansk titel: Murder Games) (1978)
  - Morden i Chelsea (översättning Brita Dahlman, Norstedt, 1980)
- Under Plum Lake (ungdomsroman) (1980)
  - Under Plommonsjön (översättning Gunnar Carlstedt, Norstedt, 1982)
- Kolymsky Heights (1994)

### Böcker utgivna under pseudonymen 'David Line'
- Soldier and Me (brittisk titel: Run for Your Life) (1965)
- Mike and Me (1974)
- Screaming High (1985)

### Noveller
- Indian Rope Trick - först publicerad i Winter’s Crimes 13, London: Macmillan 1981; återutgiven i Mysterious Pleasures London: Little, Brown 2003
- Tuesday's Child - först publicerad i The Verdict of Us All, Crippen & Landru 2006

## Priser och utmärkelser
- Author's Club First Novel Award 1960 för The Night of Wenceslas
- The Gold Dagger 1960 för The Night of Wenceslas
- The Gold Dagger 1966 för A Long Way to Shiloh
- The Gold Dagger 1978 för The Chelsea Murders
- The Cartier Diamond Dagger 2001